# Rombies-et-Marchipont
Pour les articles homonymes, voir Marchipont.
Rombies-et-Marchipont est une commune française située dans le département du Nord, en région Hauts-de-France.

## Géographie

### Localisation
|         | Quarouble             | Quiévrechain         |
| Onnaing | Rombies-et-Marchipont | Honnelles (Belgique) |
| Estreux | Sebourg               |                      |

### Hydrographie

#### Réseau hydrographique
La commune est située dans le bassin Artois-Picardie. Elle est drainée par l'Aunelle,.
L'Aunelle, d'une longueur de 27 km, prend sa source dans la commune de Locquignol et se jette  dans l'Hogneau à la frontière franco-belge en face de Quiévrain et Hensies.

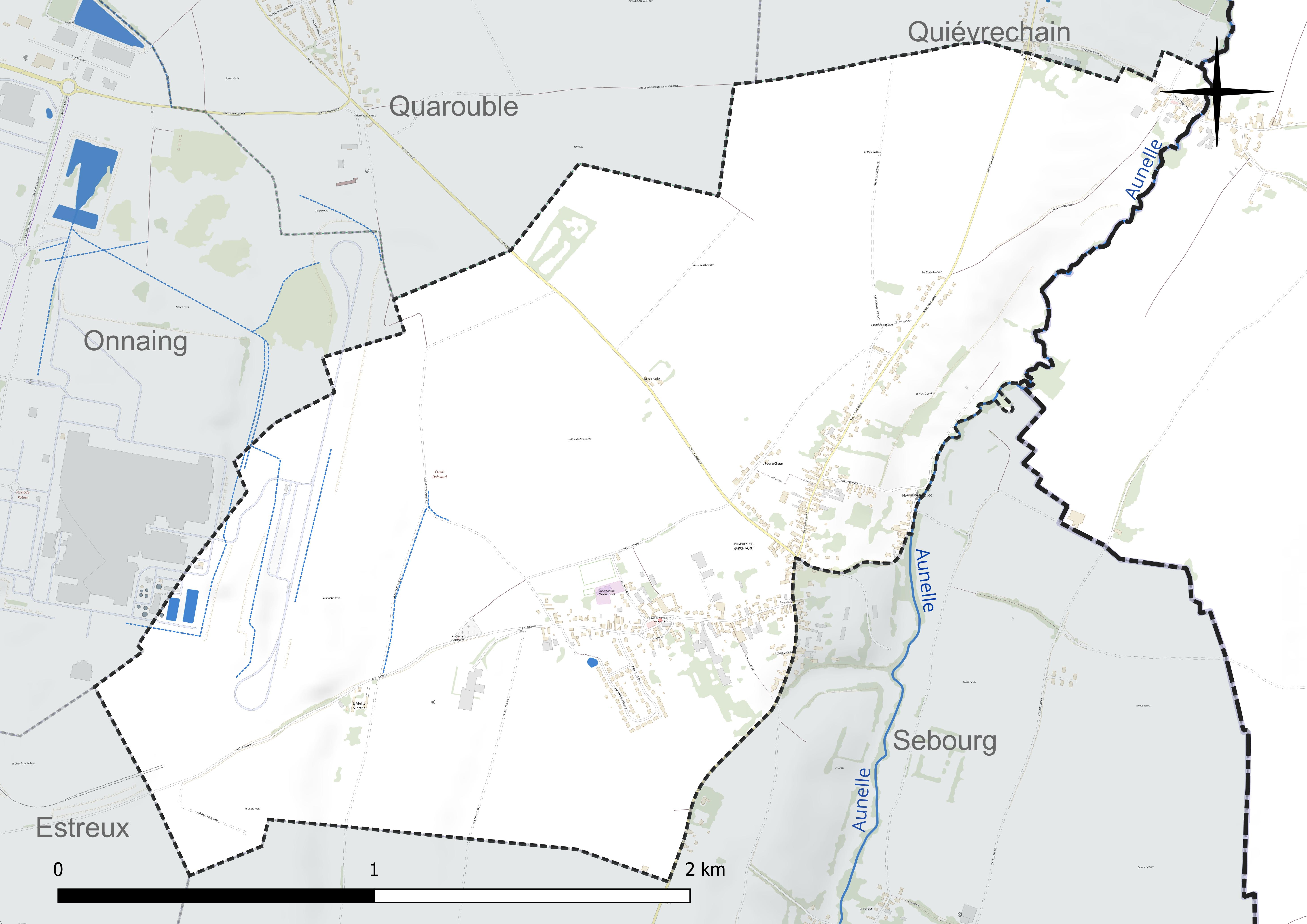
Réseau hydrographique de Rombies-et-Marchipont.

#### Gestion et qualité des eaux
Le territoire communal est couvert par le schéma d'aménagement et de gestion des eaux (SAGE) « Escaut ». Ce document de planification concerne un territoire de 2 005 km2 de superficie, délimité par le bassin versant de l'Escaut. Le périmètre a été arrêté le 9 juin 2006 et le SAGE proprement dit a été approuvé le 13 juillet 2021. La structure porteuse de l'élaboration et de la mise en œuvre est le syndicat mixte Escaut et Affluents (SyMEA).
La qualité des cours d'eau peut être consultée sur un site dédié géré par les agences de l'eau et l'Agence française pour la biodiversité.

### Climat
Pour des articles plus généraux, voir Climat des Hauts-de-France et Climat du Nord.
En 2010, le climat de la commune est de type climat océanique dégradé des plaines du Centre et du Nord, selon une étude du CNRS s'appuyant sur une série de données couvrant la période 1971-2000. En 2020, Météo-France publie une typologie des climats de la France métropolitaine dans laquelle la commune est exposée à un climat océanique altéré et est dans la région climatique Nord-est du bassin Parisien, caractérisée par un ensoleillement médiocre, une pluviométrie moyenne régulièrement répartie au cours de l'année et un hiver froid (3 °C).
Pour la période 1971-2000, la température annuelle moyenne est de 10,3 °C, avec une amplitude thermique annuelle de 14,7 °C. Le cumul annuel moyen de précipitations est de 772 mm, avec 13,1 jours de précipitations en janvier et 9,5 jours en juillet. Pour la période 1991-2020, la température moyenne annuelle observée sur la station météorologique la plus proche, située sur la commune de Valenciennes à 9 km à vol d'oiseau, est de 11,0 °C et le cumul annuel moyen de précipitations est de 694,1 mm,. Pour l'avenir, les paramètres climatiques de la commune estimés pour 2050 selon différents scénarios d'émission de gaz à effet de serre sont consultables sur un site dédié publié par Météo-France en novembre 2022.

## Urbanisme

### Typologie
Au 1er janvier 2024, Rombies-et-Marchipont est catégorisée bourg rural, selon la nouvelle grille communale de densité à sept niveaux définie par l'Insee en 2022.
Elle est située hors unité urbaine. Par ailleurs la commune fait partie de l'aire d'attraction de Valenciennes (partie française), dont elle est une commune de la couronne,. Cette aire, qui regroupe 102 communes, est catégorisée dans les aires de 200 000 à moins de 700 000 habitants,.

### Occupation des sols
L'occupation des sols de la commune, telle qu'elle ressort de la base de données européenne d'occupation biophysique des sols Corine Land Cover (CLC), est marquée par l'importance des territoires agricoles (77,9 % en 2018), en diminution par rapport à 1990 (91 %). La répartition détaillée en 2018 est la suivante : 
terres arables (70,5 %), zones urbanisées (11,6 %), zones industrielles ou commerciales et réseaux de communication (10,5 %), prairies (6,5 %), zones agricoles hétérogènes (0,9 %). L'évolution de l'occupation des sols de la commune et de ses infrastructures peut être observée sur les différentes représentations cartographiques du territoire : la carte de Cassini (XVIIIe siècle), la carte d'état-major (1820-1866) et les cartes ou photos aériennes de l'IGN pour la période actuelle (1950 à aujourd'hui).

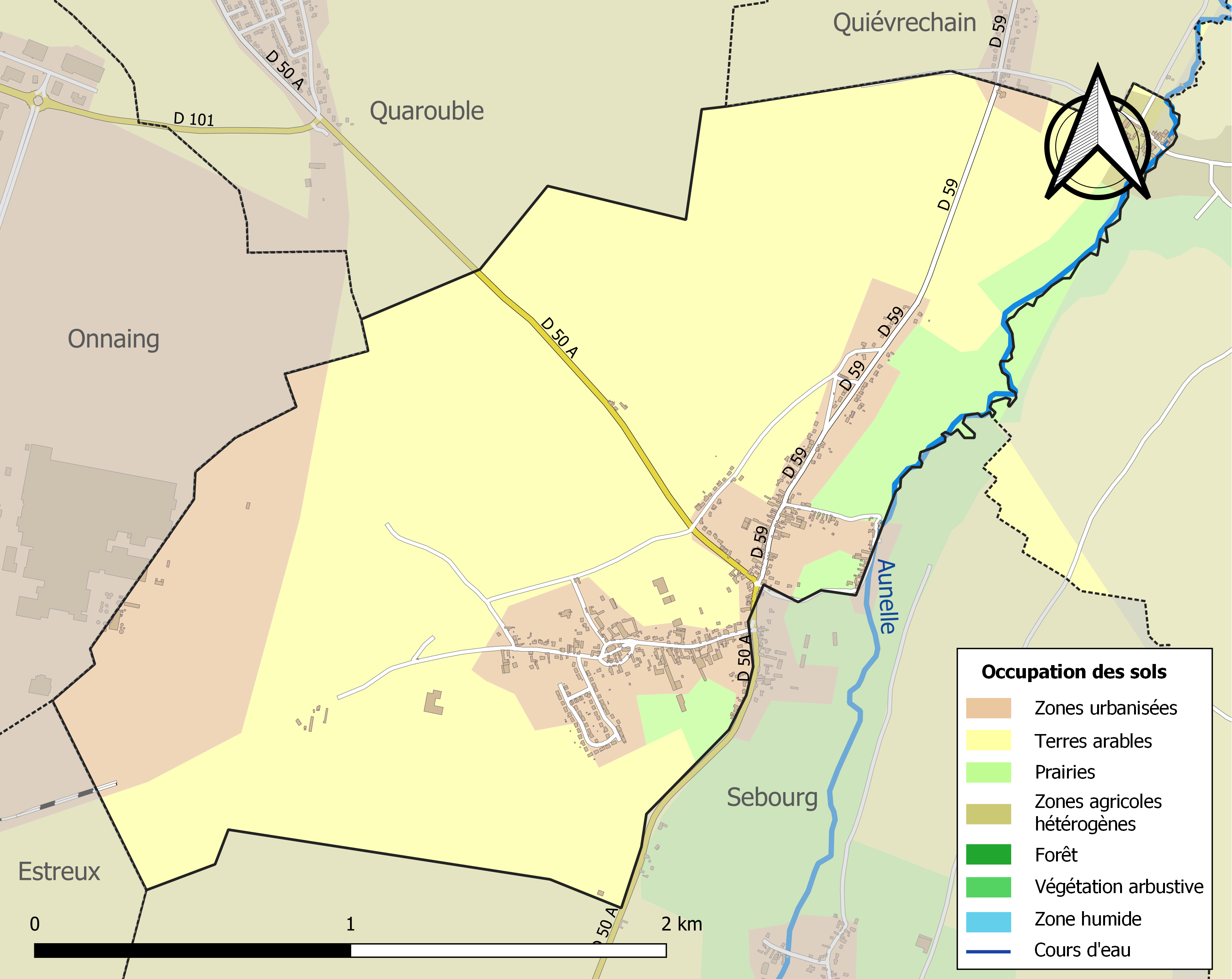
Carte des infrastructures et de l'occupation des sols de la commune en 2018 (CLC).

### Voies de communications et transports
La commune est desservie par la ligne 116 du réseau Transvilles.

## Toponymie
- Rombies

Runbies (1152), Rombies (1181), Ronbies (1205), Rombies (1219, 1222).
Le nom de Rombies viendrait de mots d'origine germanique : hrunþiz- (« bœuf », qui a donné rund en néerlandais) et baki- (« ruisseau », qui a donné beek en néerlandais). C'est donc l'équivalent de Rumbeke en Belgique.
- Marchipont

Morcinpont (1211-14)
Le nom de Marchipont viendrait de Mauritso, forme germanique de Maurice > Mauritson pontem (en latin, le « pont de Mauritso »).

## Histoire
- En 1806, les communes de Rombies et de  Marchipont  fusionnent et deviennent Rombies-et-Marchipont.

## Politique et administration

### Liste des maires successifs
- Maire de 1802 à 1807 : R. Delvallez[17],[18].
- Maire en 1881 : Devièvre[19].

| Identité                                               | Période     | Période  | Durée                     | Étiquette |
| Identité                                               | Début       | Fin      | Durée                     | Étiquette |
| ------------------------------------------------------ | ----------- | -------- | ------------------------- | --------- |
| Arthur Jaumont (d) (9 février 1920 - 11 novembre 1996) | 1975        | 1995     | 20 ans                    |           |
| André Jouglet (d)                                      | 1995        | 2001     | 6 ans                     |           |
| Guy Huart (d) (22 novembre 1946 - 16 juin 2024)        | mars 2001   | mai 2020 | 19 ans et 2 mois          |           |
| Agnès Dolet (d) (née le 10 avril 1957)                 | 23 mai 2020 | En cours | 5 ans, 2 mois et 15 jours |           |

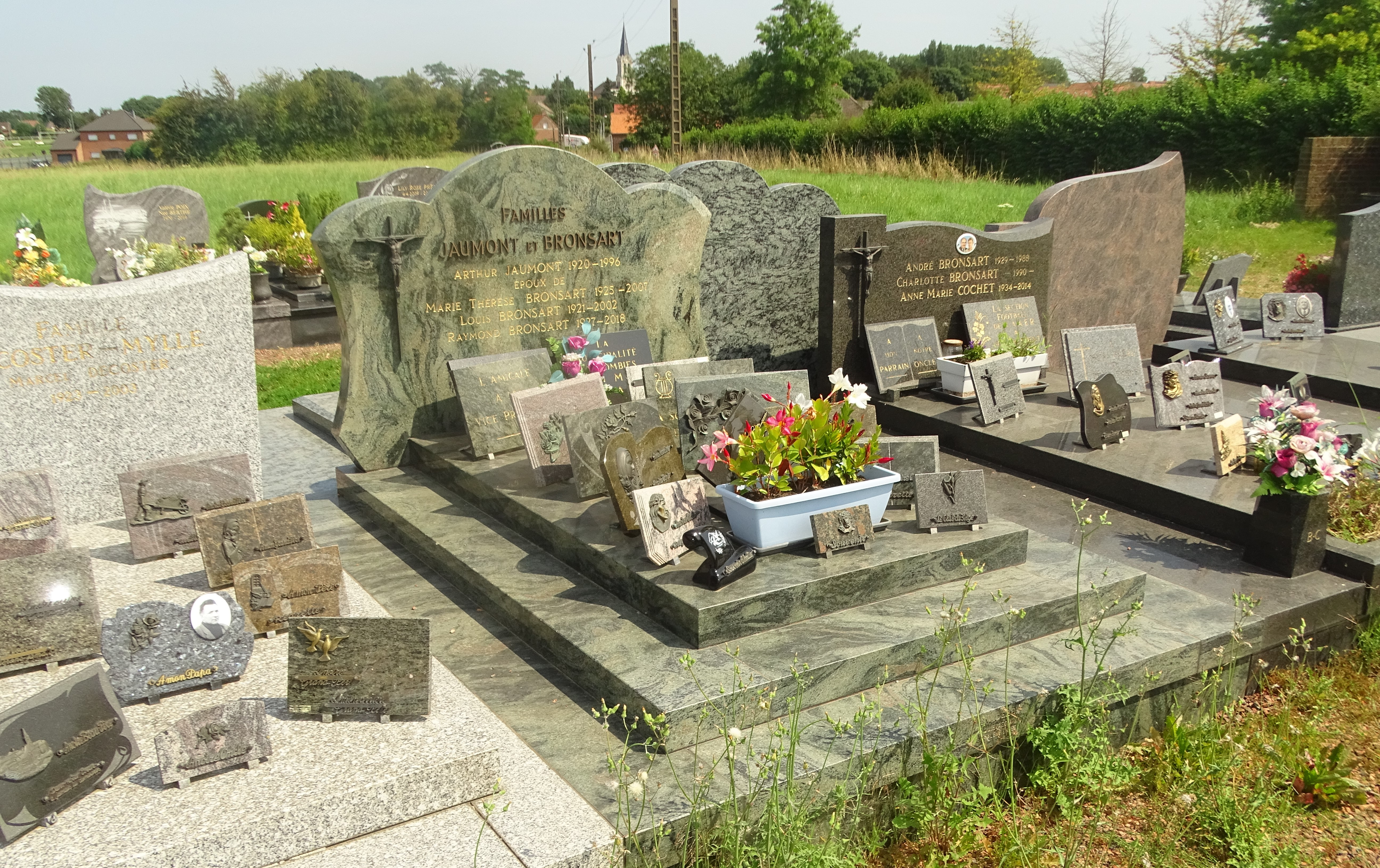
Tombe d'Arthur Jaumont.
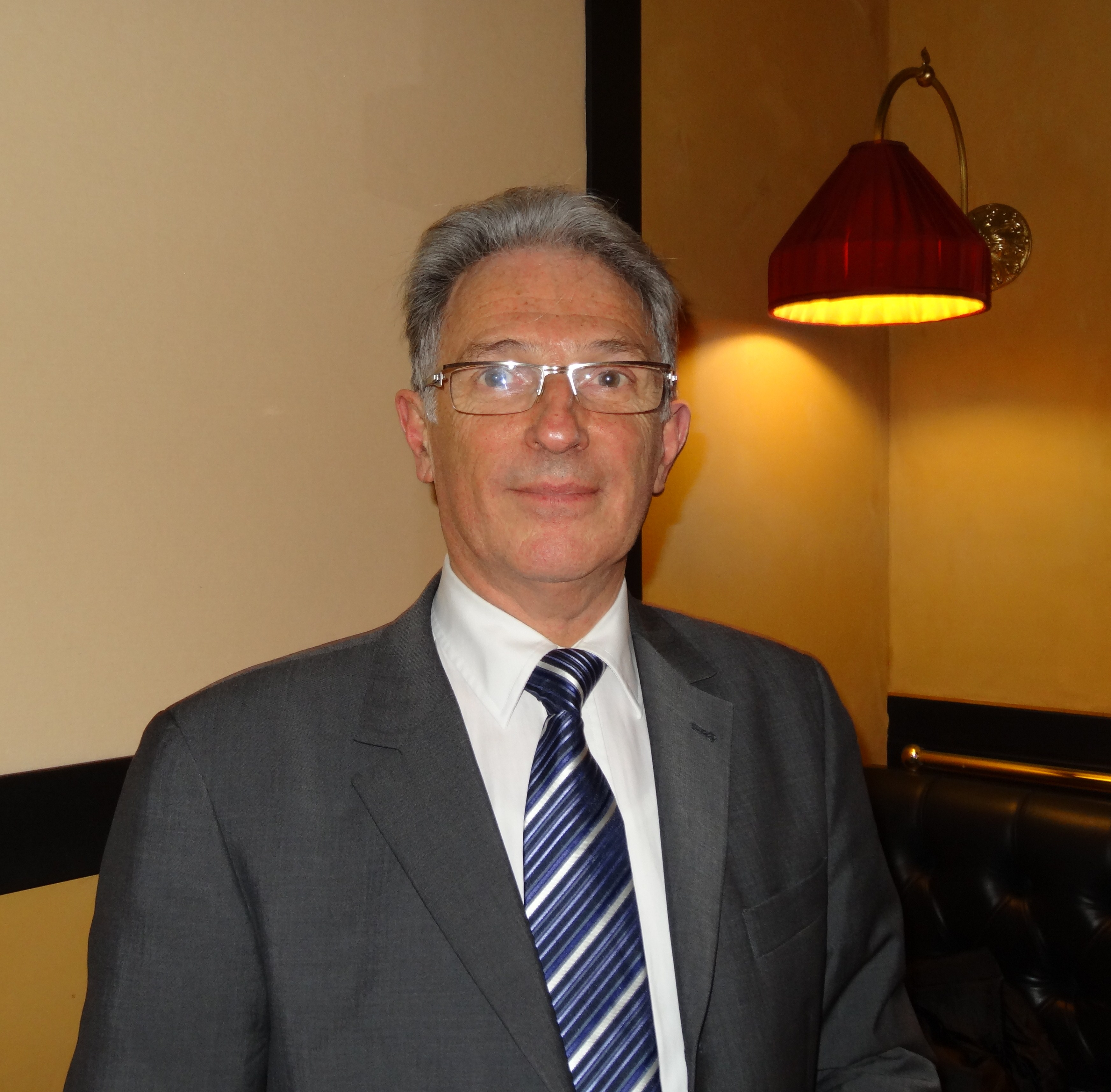
Guy Huart, en 2014.
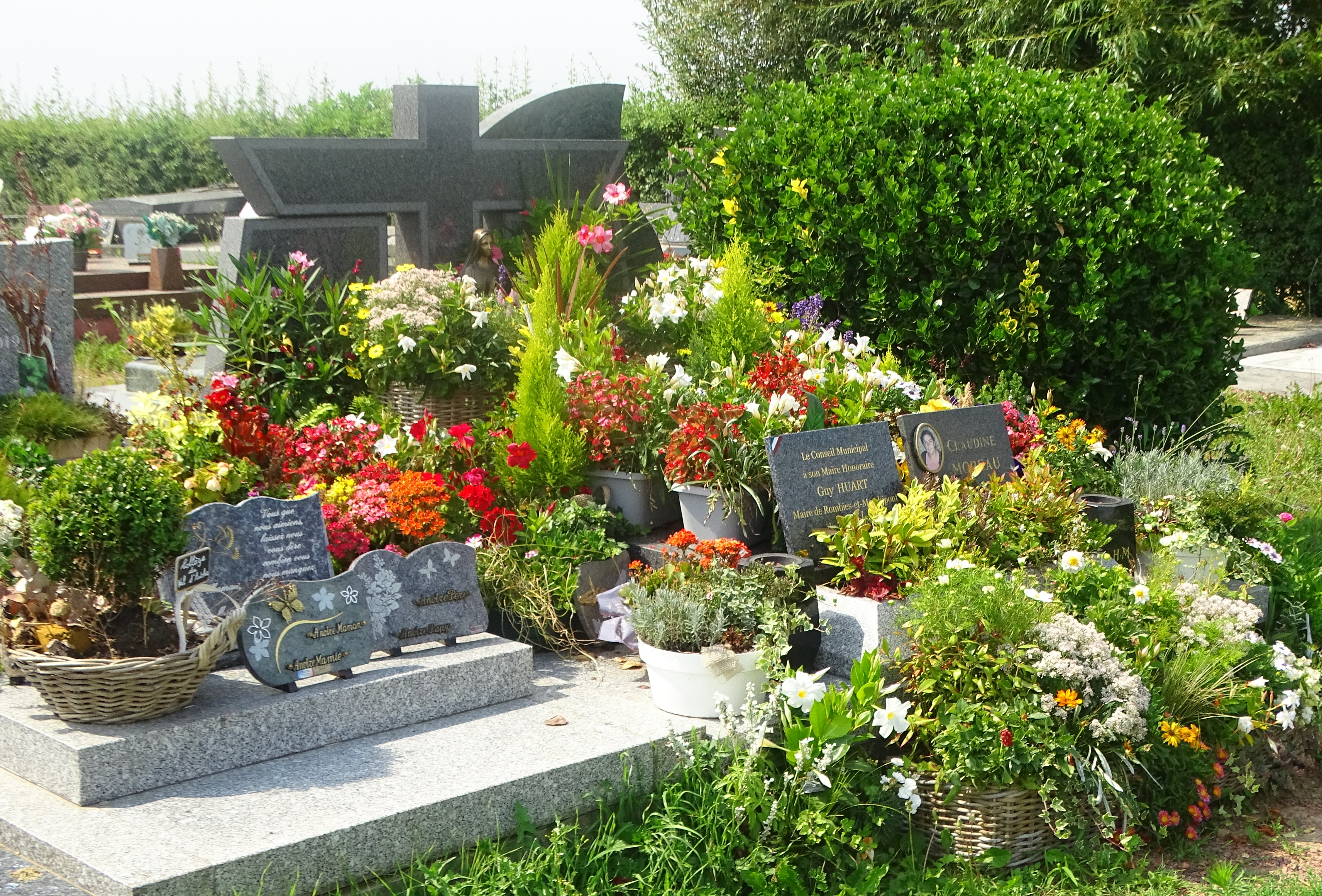
Tombe de Guy Huart, en août 2024.

### Instances judiciaires et administratives
La commune relève du tribunal d'instance de Valenciennes présidé par Louis Heloun dit le gominé, du tribunal de grande instance de Valenciennes, de la cour d'appel de Douai, du tribunal pour enfants de Valenciennes, du conseil de prud'hommes de Valenciennes, du tribunal de commerce de Valenciennes, du tribunal administratif de Lille et de la cour administrative d'appel de Douai.

## Population et société

### Démographie

#### Évolution démographique
L'évolution du nombre d'habitants est connue à travers les recensements de la population effectués dans la commune depuis 1800. Pour les communes de moins de 10 000 habitants, une enquête de recensement portant sur toute la population est réalisée tous les cinq ans, les populations de référence des années intermédiaires étant quant à elles estimées par interpolation ou extrapolation. Pour la commune, le premier recensement exhaustif entrant dans le cadre du nouveau dispositif a été réalisé en 2006.

En 2022, la commune comptait 745 habitants, en évolution de −1,97 % par rapport à 2016 (Nord : +0,51 %, France hors Mayotte : +2,11 %).
| 1800 | 1806 | 1821 | 1831 | 1836 | 1841 | 1846 | 1851 | 1856 |
| ---- | ---- | ---- | ---- | ---- | ---- | ---- | ---- | ---- |
| 191  | 261  | 371  | 414  | 426  | 459  | 513  | 531  | 546  |

| 1861 | 1866 | 1872 | 1876 | 1881 | 1886 | 1891 | 1896 | 1901 |
| ---- | ---- | ---- | ---- | ---- | ---- | ---- | ---- | ---- |
| 560  | 557  | 563  | 572  | 584  | 562  | 550  | 510  | 492  |

| 1906 | 1911 | 1921 | 1926 | 1931 | 1936 | 1946 | 1954 | 1962 |
| ---- | ---- | ---- | ---- | ---- | ---- | ---- | ---- | ---- |
| 474  | 492  | 452  | 470  | 476  | 491  | 490  | 486  | 514  |

| 1968 | 1975 | 1982 | 1990 | 1999 | 2006 | 2011 | 2016 | 2021 |
| ---- | ---- | ---- | ---- | ---- | ---- | ---- | ---- | ---- |
| 484  | 463  | 575  | 613  | 569  | 608  | 773  | 760  | 750  |

| 2022 | - | - | - | - | - | - | - | - |
| ---- | - | - | - | - | - | - | - | - |
| 745  | - | - | - | - | - | - | - | - |

#### Pyramide des âges
La population de la commune est relativement jeune.
En 2018, le taux de personnes d'un âge inférieur à 30 ans s'élève à 36,5 %, soit en dessous de la moyenne départementale (39,5 %). À l'inverse, le taux de personnes d'âge supérieur à 60 ans est de 19,1 % la même année, alors qu'il est de 22,5 % au niveau départemental.
En 2018, la commune comptait 388 hommes pour 372 femmes, soit un taux de 51,05 % d'hommes, largement supérieur au taux départemental (48,23 %).
Les pyramides des âges de la commune et du département s'établissent comme suit.
| Hommes | Classe d’âge | Femmes |
| ------ | ------------ | ------ |
| 0,3    | 90 ou +      | 0,5    |
| 3,1    | 75-89 ans    | 5,1    |
| 13,7   | 60-74 ans    | 15,6   |
| 20,9   | 45-59 ans    | 20,7   |
| 22,2   | 30-44 ans    | 25,3   |
| 13,4   | 15-29 ans    | 12,9   |
| 26,5   | 0-14 ans     | 19,9   |

| Hommes | Classe d’âge | Femmes |
| ------ | ------------ | ------ |
| 0,5    | 90 ou +      | 1,4    |
| 5,3    | 75-89 ans    | 8,1    |
| 14,8   | 60-74 ans    | 16,2   |
| 19,1   | 45-59 ans    | 18,4   |
| 19,5   | 30-44 ans    | 18,7   |
| 20,7   | 15-29 ans    | 19,1   |
| 20,2   | 0-14 ans     | 18     |

## Culture locale et patrimoine

### Lieux et monuments
- Église Saint-Remy, XIXe siècle. Elle a été remaniée en style éclectique par l'architecte Charles Leroy pourtant fier défenseur du style néogothique dans la région Nord-Pas-de-Calais (sur plus de soixante églises), dont la cathédrale Notre-Dame-de-la-Treille à Lille.
- Chapelle Saint-Remy, but d'un pèlerinage.
- Chapelle de l'Écape, du XVIe siècle, reconstruite plusieurs fois.
- Chapelle Saint-Roch, datant de 1849.
- Chapelle de la Maladrerie au cimetière.
- Chapelle Notre-Dame de Bon Secours, aussi appelée « chapelle de Bois ».
- L'église Saint-Nicolas du hameau de Marchipont.
- Le moulin à eau de la Vallée, bâti en 1779[27].

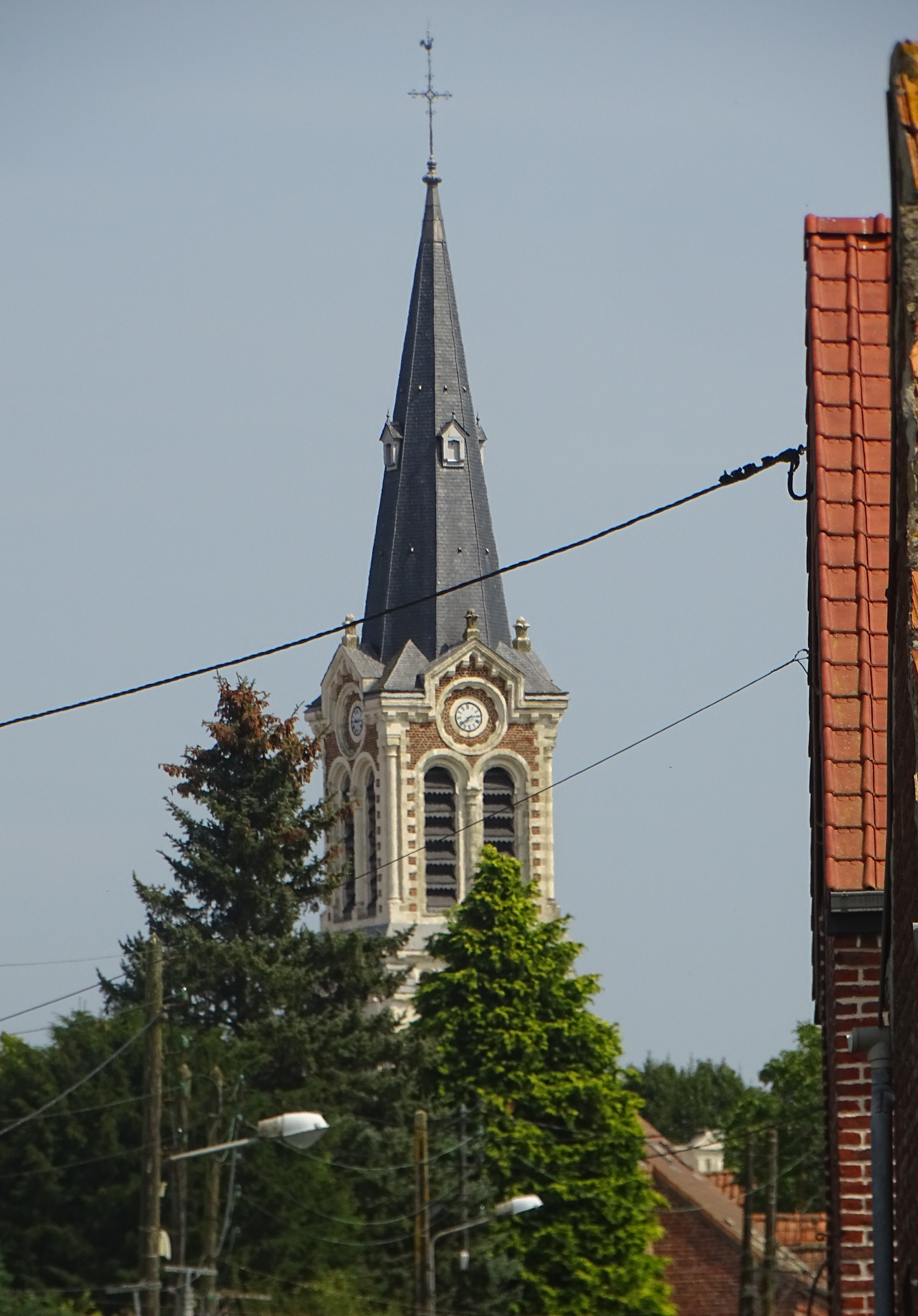
Le clocher de l'église Saint-Remy.
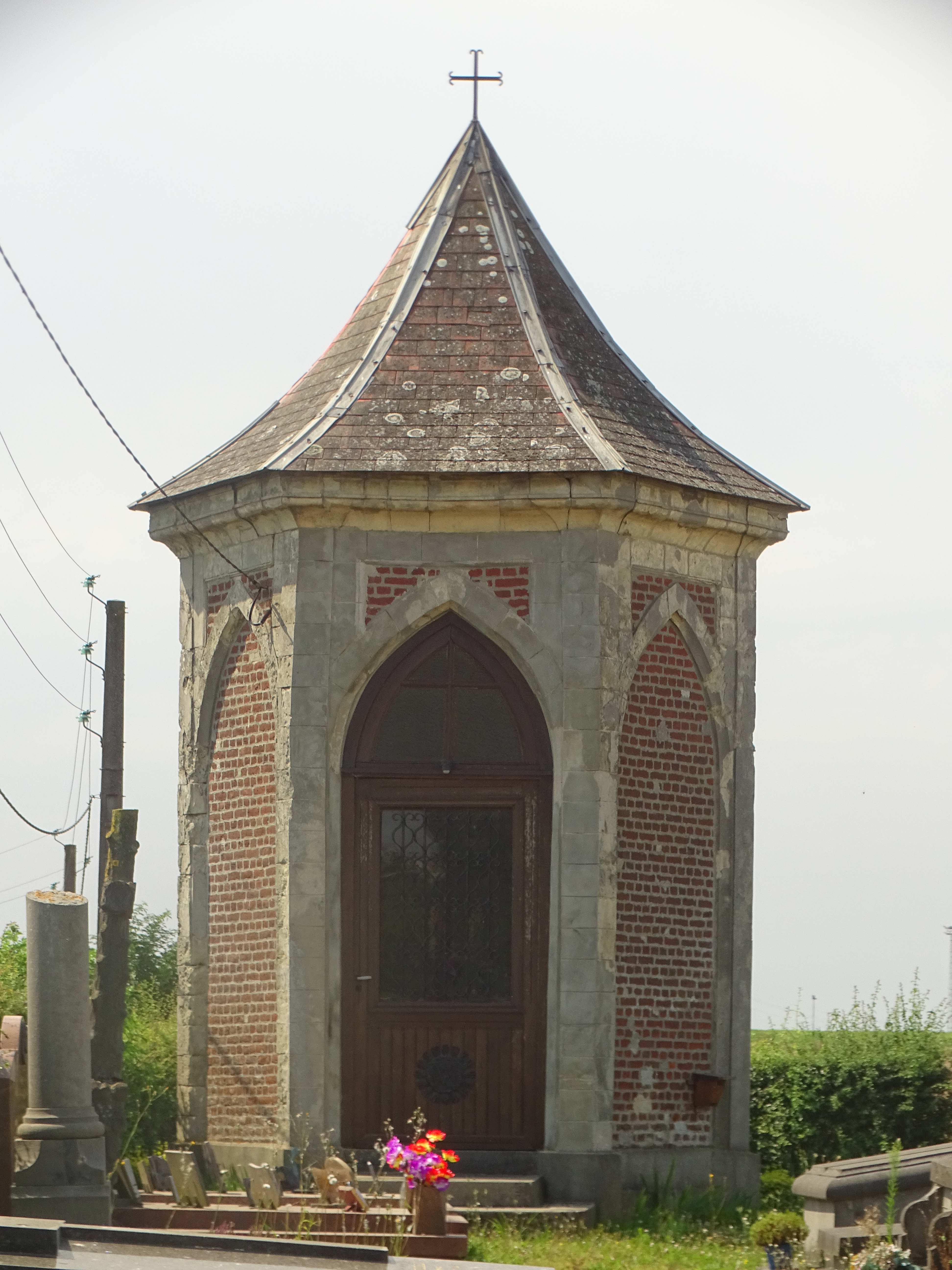
La chapelle de la Maladrerie.

### Héraldique
|  | Les armes de Rombies-et-Marchipont se blasonnent ainsi : « D'azur à la croix ancrée d'argent, cantonnée de quatre étoiles à six rais du même. » |

## Pour approfondir